# Памятник Валерию Арсенову
Памятник Валерию Арсенову — памятник, расположенный в Куйбышевском районе города Донецка.
Установлен 7 сентября 2010 года в сквере возле дома культуры им. Куйбышева.
Памятник посвящён Герою Советского Союза, участнику войны в Республике Афганистан рядовому Арсенову Валерию Викторовичу. Автор памятника Сергей Горбатенко.
Монумент представляет собой композицию, которая состоит из двух стел. На одной изображена карта Афганистана, а на второй находится портрет Валерия Арсенова. Между знамён, в центре, расположен холм славы с фотографиями дончан, погибших в Афганистане. На холме находится чёрный тюльпан, который символизирует транспортные самолёты, доставлявшие на Родину цинковые гробы с телами погибших воинов-интернационалистов («груз 200»).

## Характеристики монумента
- Вес — 16 тонн.
- Высота 2,5 метра.
- Диаметр 2,5 метра.